# Fronteira continental

Mapa dos continentes:
África
Américas América do Sul América do Norte e Central
Eurásia
Ásia
Europa
Antártida
Australásia/Oceania

Mapa dos países insulares: estes estados não se localizam em nenhuma massa continental, mas são associados normalmente a um continente próximo

Os limites ou fronteiras que separam os diversos continentes da Terra são impostos por convenção geográfica. Como há várias convenções em uso, o número de continentes varia entre cinco e sete, dependendo se as Américas e a Eurásia são ou não considerados como continentes ou união de continentes.

## Fronteiras
Existem três fronteiras definidas por convenção:
- entre a Ásia e a Europa (dividindo a Eurásia): ao longo do Bósforo, o Cáucaso e os Montes Urais (historicamente a norte do Cáucaso, ao longo da Depressão Kuma–Manych ou ao longo do rio Don)
- entre a América do Norte e a América do Sul (dividindo as Américas): o Istmo do Panamá

Enquanto os istmos entre Ásia e África e entre as duas Américas são hoje navegáveis, através dos canais do Suez e do Panamá, alternativas artificias e canais são geralmente não aceites como fronteiras que dividem os continentes; o canal do Suez atravessa o istmo entre o mar Mediterrâneo e o mar Vermelho, separando a Ásia da África. As restantes fronteiras dizem respeito à associação de ilhas e arquipélagos a continentes específicos, nomeadamente:
- a separação entre o Sudeste Asiático e a Australásia
- a separação entre a África, a Europa e a Ásia no mar Mediterrâneo
- a separação entre a Ásia e a Europa no oceano Ártico
- a separação entre a Europa e a América do Norte no oceano Atlântico
- a separação entre a América do Norte e a América do Sul nas Caraíbas
- a separação entre a Ásia e a América do Norte no Pacífico Norte

## Europa e Ásia

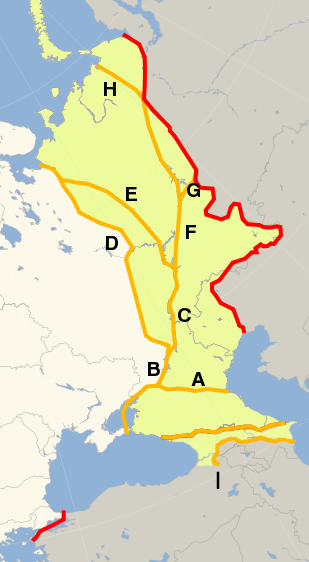
Convenções para a fronteira entre Europa e Ásia durante os séculos XVIII e XIX. A linha vermelha mostra a convenção moderna, em uso desde c. 1850.
Europa
Ásia
historicamente atribuído em qualquer dos continentes, hoje sobretudo considerado como integrando a Europa.

A divisão do Velho Mundo em Europa, Ásia e África tem sido usada desde o século VI a.C., devido a geógrafos gregos como Anaximandro e Hecateu de Mileto.
Anaximandro colocou a fronteira entre Ásia e Europa ao longo do rio Fásis (o moderno rio Rioni) no Cáucaso, convenção seguida ainda por Heródoto no século V a.C.. À medida que o conhecimento dos gregos aumentava durante o período helenístico, esta convenção arcaica foi revista, e a fronteira entre Europa e Ásia é agora considerada pelo rio Tánais (o moderno rio Don). Esta é a convenção usada pelos autores da era romana, como Posidónio, Estrabão e Ptolemeu.
Ao longo da Idade Média e até ao século XVIII, a divisão tradicional da massa continental da Eurásia em dois continentes seguiu Ptolemeu, com a fronteira definida pelo mar Egeu, Dardanelos, mar de Mármara, Bósforo, mar Negro, estreito de Querche, mar de Azov e rio Don (o antigo Tánais).
Porém, os mapas produzidos entre os séculos XVI e XVIII tendiam a diferir na continuação do limite continental para lá da curva do Don em Kalach-na-Donu (onde é mais próximo do Volga, estando agora juntos os rios através do canal Volga–Don), em território não descrito em pormenor por nenhum dos antigos geógrafos.
Philip Johan von Strahlenberg em 1725 foi o primeiro a partir da clássica fronteira do Don ao colocar a linha mais para leste, de Kalach até ao Volga, seguindo o Volga para norte até à curva de Samara, para leste ao longo do Obshchy Syrt (a divisória de águas entre o rio Volga e o rio Ural), e daí para norte ao longo dos montes Urais. Os cartógrafos continuaram a divergir na fronteira entre o baixo Don e Samara até bem tarde no século XIX. O atlas de 1745 publicado pelo Império Russo tinha a fronteira a seguir pelo Don para lá de Kalach e até Serafimovich antes de cortar para norte até Arkhangelsk, enquanto outros cartógrafos dos séculos XVIII e XIX, como John Cary, seguiram a definição de Strahlenberg. Para sul, seguia a depressão Kuma-Manych, identificada por volta de 1773 pelo naturalista alemão Peter Simon Pallas como um vale que antigamente ligava o mar Negro ao mar Cáspio e daí se ter proposto a depressão como fronteira natural entre os continentes.
Em meados do século XIX houve mais três convenções: uma seguia o Don, o canal Volga–Don e o rio Volga, outra seguia a depressão Kuma-Manych até ao mar Cáspio e daí seguia pelo rio Ural, e uma terceira abandonava totalmente o Don, seguindo o Grande Cáucaso até ao mar Cáspio. A questão era ainda tida como "controversa" na literatura geográfica da década de 1860, com Douglas Freshfield a advogar os tergos do Cáucaso como a "melhor possível", invocando o apoio de vários "geógrafos modernos".
Na Rússia (e depois na União Soviética), a fronteira ao longo da depressão Manych foi a mais usada, pelo menos desde 1906. Em 1958, a Sociedade Geográfica Soviética formalmente recomendou que a fronteira entre Europa e Ásia fosse desenhada em livros escolares ao longo do sopé oriental dos montes Urais, rio Emba, e depressão Kuma-Manych, colocando o Cáucaso totalmente na Ásia e os Urais totalmente na Europa.

Mapa-múndi de acordo com Anaximandro (século VI a.C.). Apenas partes do Velho Mundo adjacentes aos mares Mediterrâneo e Negro são conhecidas. O rio Fáis do Cáucaso é imaginado como separando a Europa da Ásia, enquanto o rio Nilo separa a Ásia da África (Líbia).
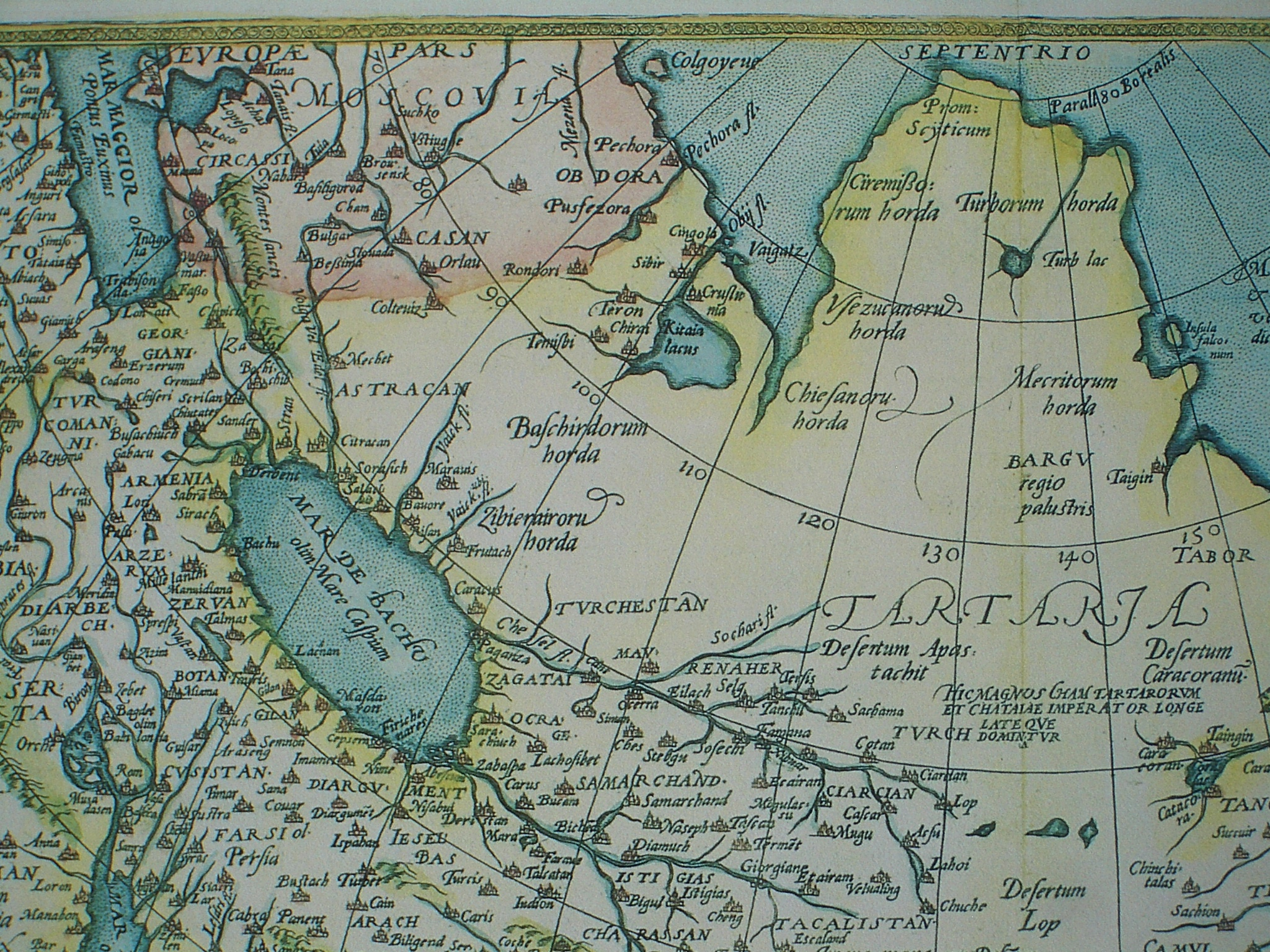
Neste mapa de 1570 da Ásia (Asia Nova Descriptio), o Tánais é tido como fronteira continental. O Czarado da Rússia é representado como "transcontinental", tendo partes asiática e europeia (etiquetado Europae pars).
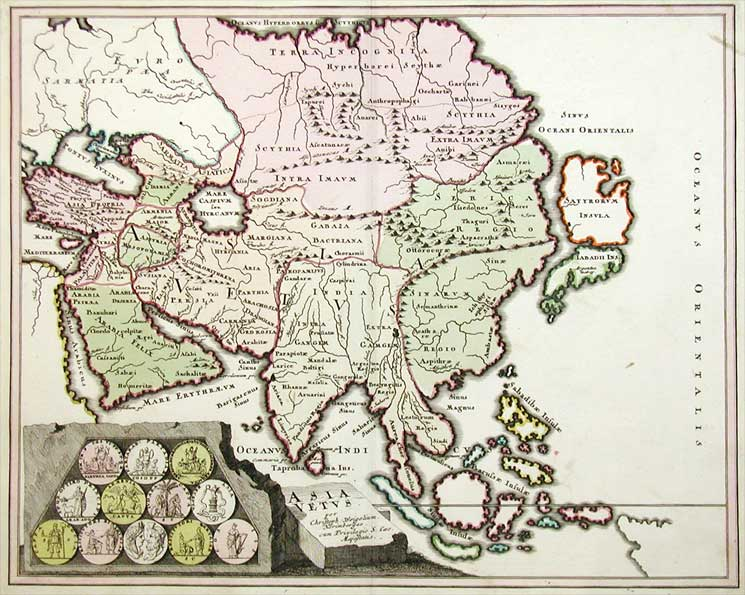
Este mapa de 1719 da "antiga Ásia" (Asia Vetus) divide a Sarmácia em Sarmácia Europeia e Sarmácia Asiática. A fronteira continental é feita ao longo do Tánais (Don), o Volga e o Duína do Norte.
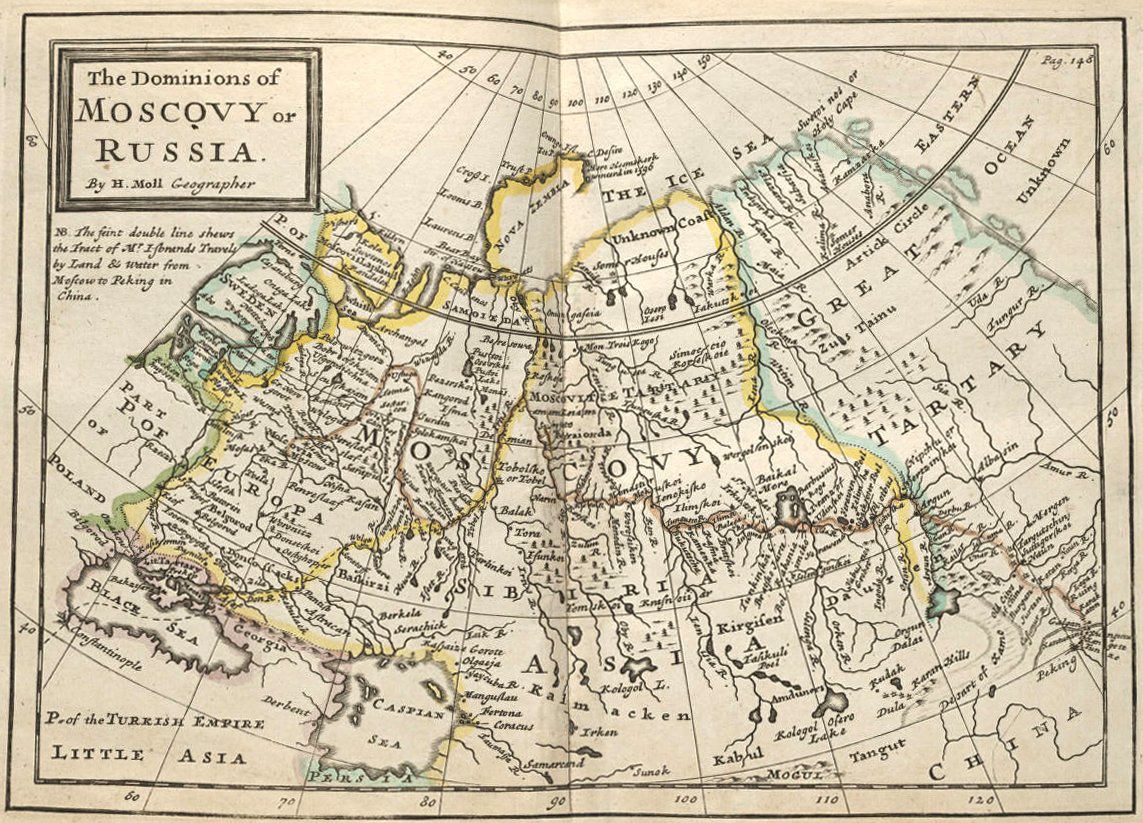
Herman Moll (c. 1715) desenha a fronteira ao longo do Don, do Volga, cortando por terra desde Samara até ao rio Tobol, seguindo o Baixo Irtysh e por fim o rio Ob, colocando o arquipélago de Nova Zembla na Europa.
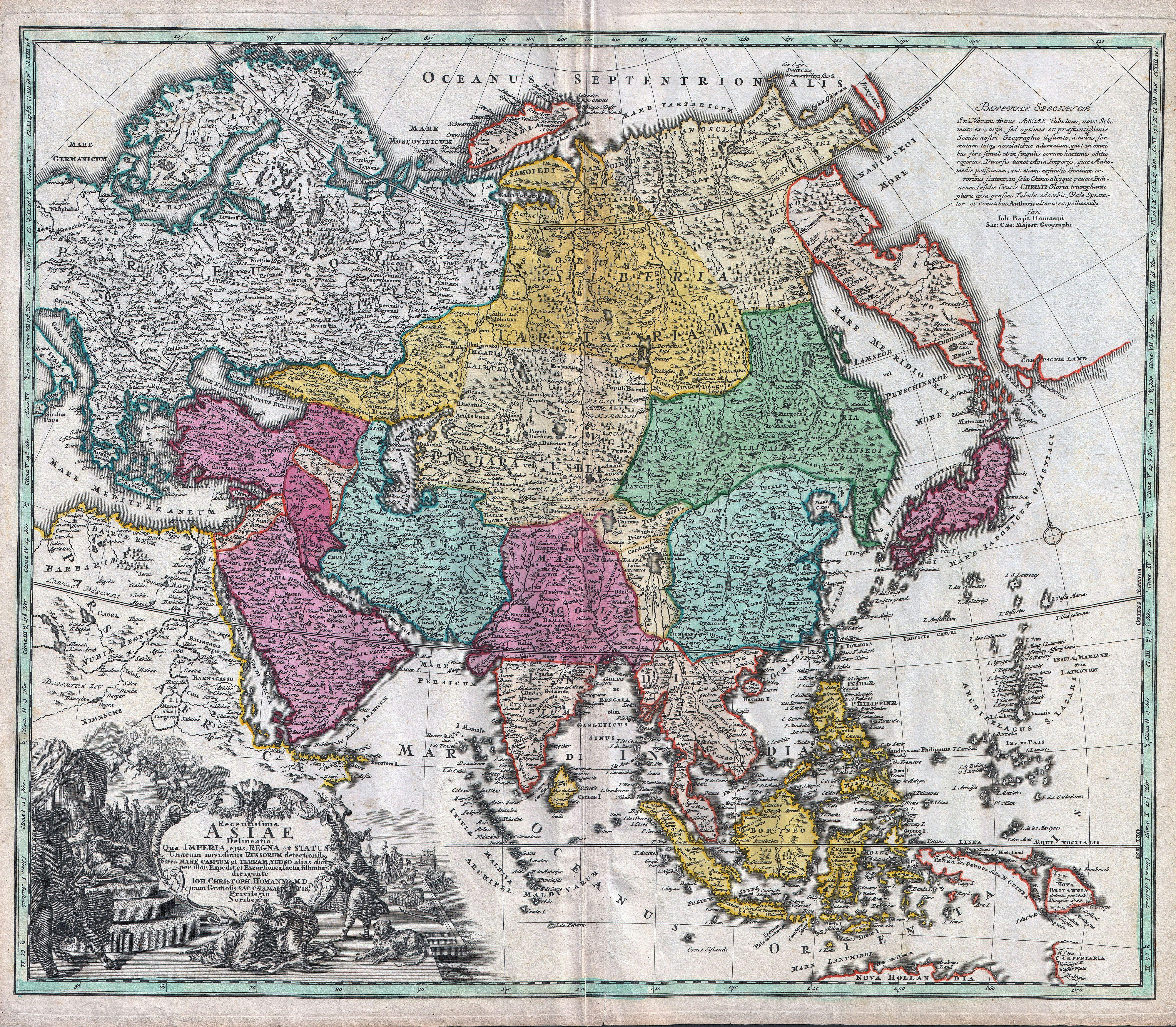
Mapa alemão de 1730 de Johann Christoph Homann: fronteira semelhante à de Moll, mas segue a curva de Samara e depois diretamente pelo Irtysh, ficando o rio Tobol e Tobolsk na Ásia.
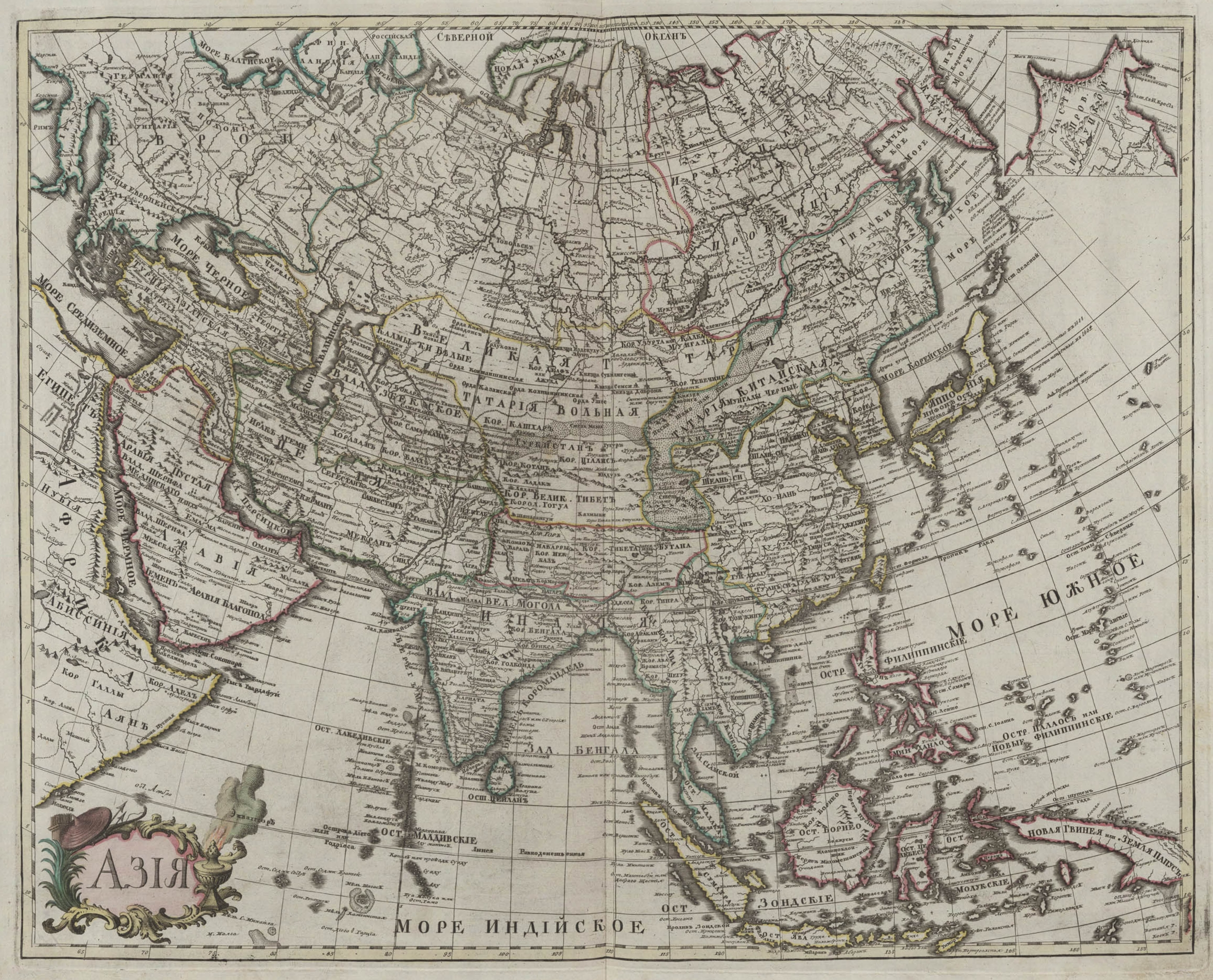
O "Atlas da Academia" do Império Russo, publicado pela Academia de Ciências de São Petersburgo em 1745, coloca a fronteira pelo Don, e a oeste do Volga até Arkhangelsk.
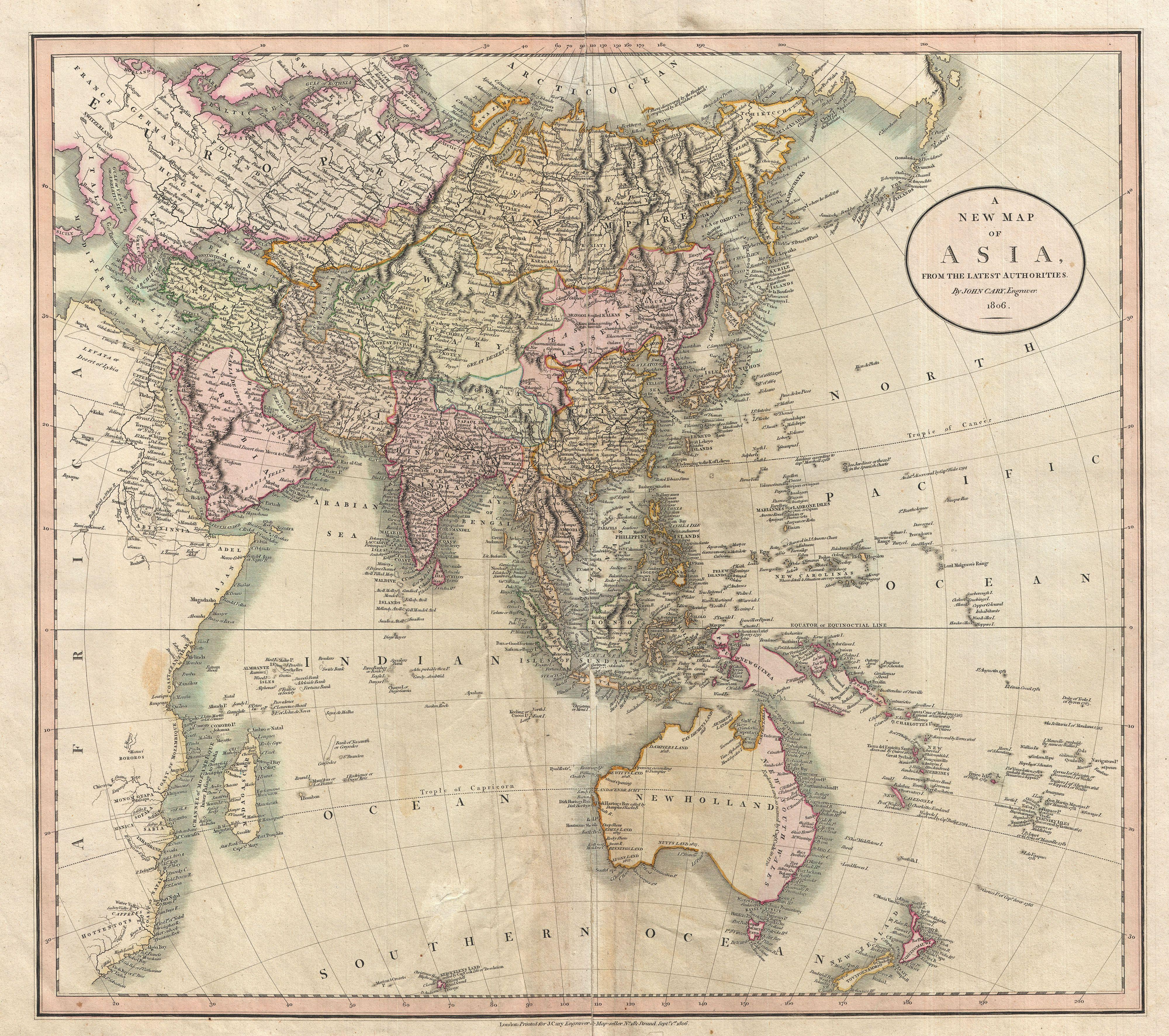
Mapa da Ásia por John Cary (1806): fronteira ao longo do Volga até Samara, e a norte para Perm seguindo os Urais, com Nova Zembla na Ásia.
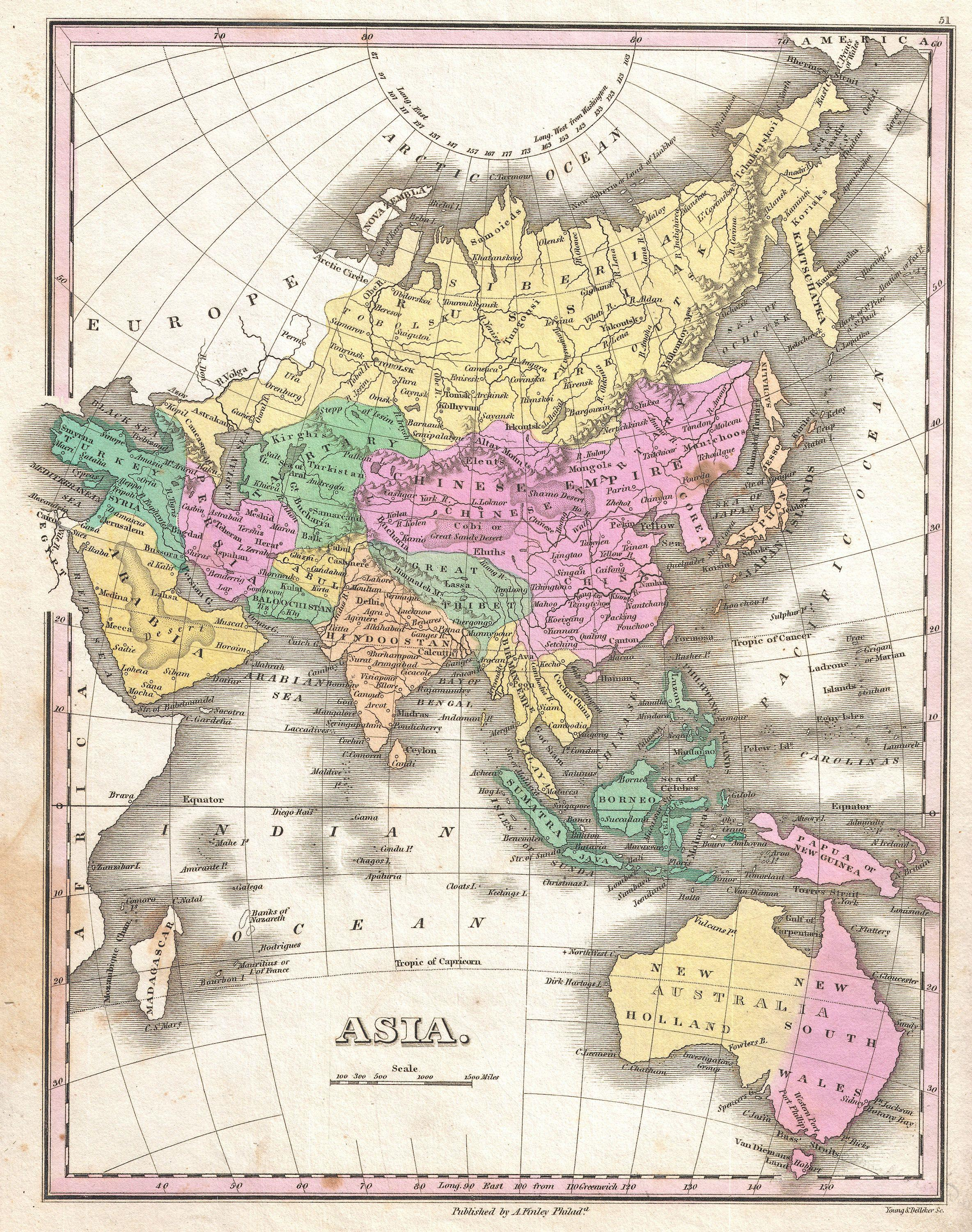
Mapa de 1827 de Anthony Finley, com o limite pelo Don e Volga, passando entre Perm e Ufa, e seguindo para norte até ao mar de Kara, com Nova Zembla na Europa.
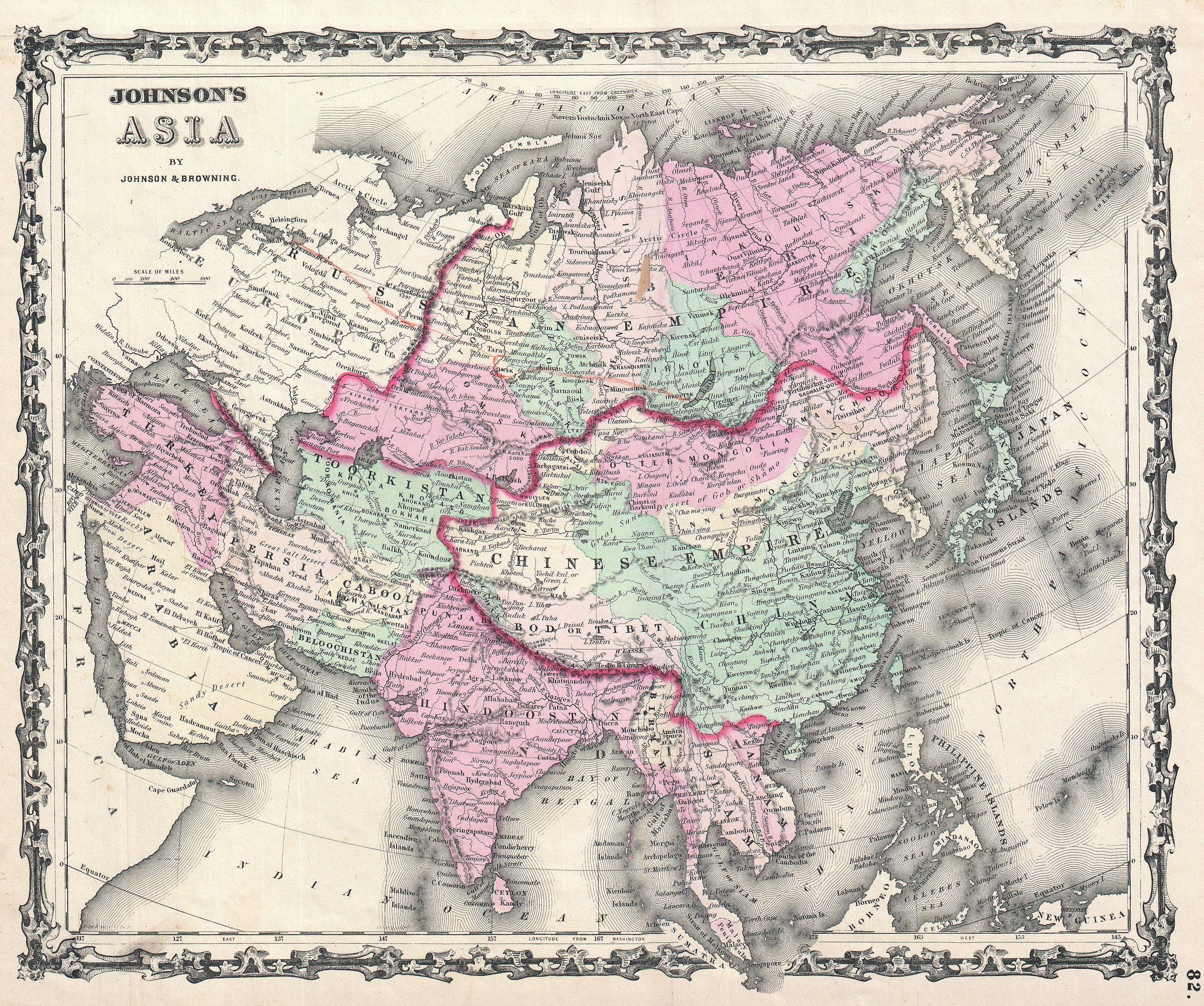
Mapa de 1861 de A. J. Johnson, com a convenção moderna: Grande Cáucaso, rio Ural, Urais.
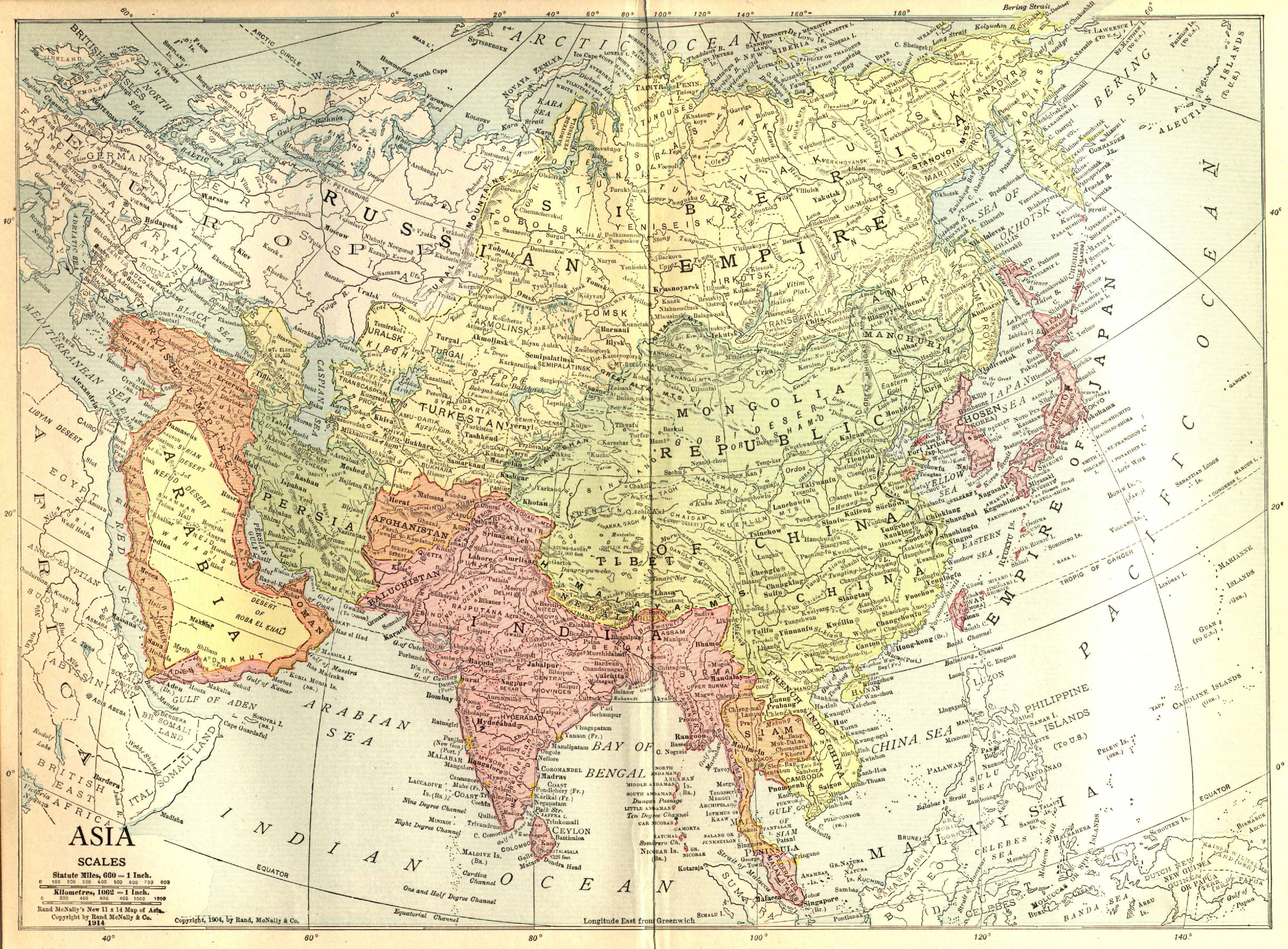
Mapa de 1914 que mostra a fronteira ao longo do rio Manych, colocando o krai de Stavropol na Ásia.

### Definição moderna

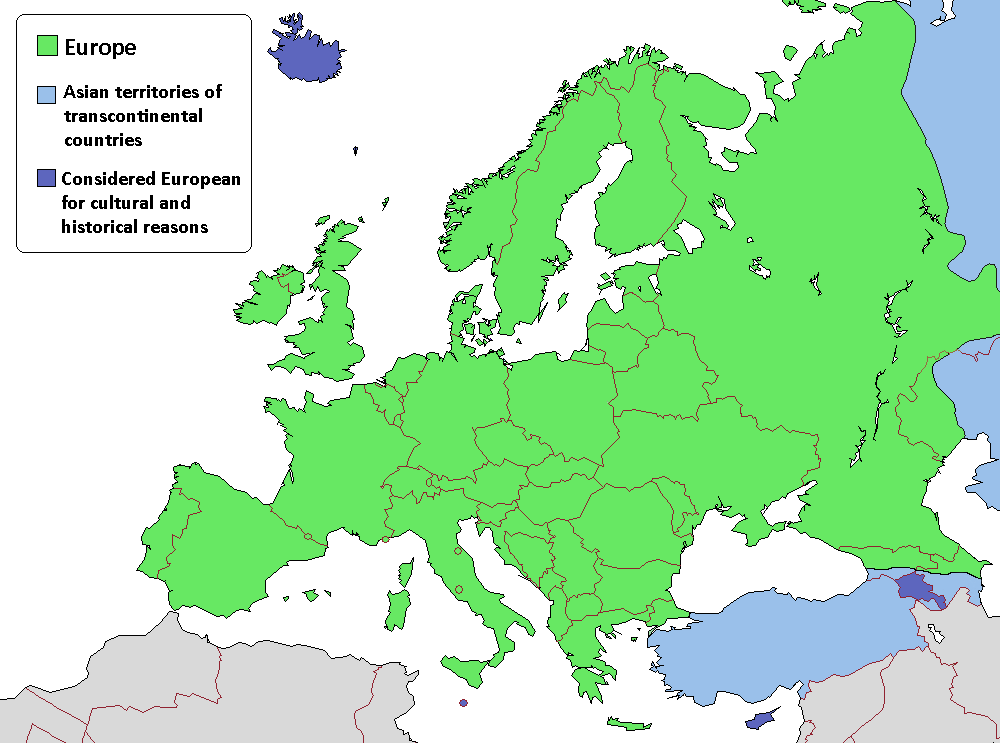
Território europeu
Estados transcontinentais, território asiático

A definição moderna de Europa limita-a com a Ásia no mar Egeu, Dardanelos-mar de Mármara-Bósforo, mar Negro, tergos do Grande Cáucaso, parte noroeste do mar Cáspio e montes Urais, como exemplificam muitos atlas, entre os quais o publicado pela National Geographic Society, e listagens como as do CIA World Factbook.
De acordo com esta definição, a Geórgia e o Azerbaijão têm ambos a maior parte do seu território na Ásia, embora cada um tenha as fronteiras setentrionais a norte do Grande Cáucaso, portanto na Europa. A cidade turca de Istambul ocupa ambos os lados do Bósforo, tornando-a cidade transcontinental.
A Rússia e a Turquia são estados transcontinentais segundo todas as definições. Enquanto a Rússia é historicamente um país europeu com uma história de conquistas imperiais na Ásia, a situação da Turquia é a inversa, pois trata-se do território do antigo Império Otomano com conquistas territoriais na Europa.
O Cazaquistão é também um estado transcontinental por esta definição, com as províncias  Cazaquistão Ocidental e Atyrau a estenderem-se em ambas as margens do rio Ural..
A depressão Kuma–Manych (mais precisamente, o rio Manych, o canal Kuma–Manych e o rio Kuma) são menos frequentemente listados como possível fronteira natural nas fontes contemporâneas.
Há outras definições para os limites entre Europa e Ásia, como as definições políticas:
- A Divisão Estatística das Nações Unidas lista estados transcontinentais no continente em que tenham a maioria da sua população:[14]
  - listados como parte da Europa Oriental: Federação Russa
  - listados como parte da Ásia Central: Cazaquistão
  - listados como parte do Sudoeste Asiático: Azerbaijão, Geórgia, Turquia e Chipre
- O estatuto dos membros do Conselho da Europa indica:[15]
  - Os membros incluem: Federação Russa, Arménia, Geórgia, Azerbaijão, Turquia e Chipre
  - Embora não seja um membro, o Cazaquistão tem o direito de pedir a sua inclusão como membro de pleno direito[16]

### Ilhas

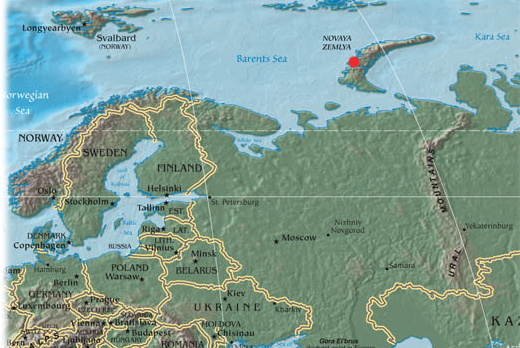
Localização de Nova Zembla

A noção geográfica de continente contrapõe-se à de ilhas e arquipélagos.
Mesmo assim, há algumas ilhas que são consideradas parte da Europa do ponto de vista político.
Entre elas as Ilhas Britânicas, as ilhas no mar do Norte, mar Báltico e mar Mediterrâneo que sejam parte do território de um país do continente europeu, e também os estados insulares de Islândia e Malta.
A ilha Vaygach e o arquipélago de Nova Zembla, ambos da Rússia, estendem-se para norte a partir dos montes Urais e são a continuação da cadeia pelo oceano Ártico. Enquanto Nova Zembla foi alternadamente colocada pelos cartógrafos na Europa e na Ásia ao longo do século XIX, hoje em dia é normalmente colocada na Europa, com a fronteira continental colocada até ao oceano Ártico ao longo da margem sul do mar de Kara. A Terra de Francisco José, mais a norte, também é normalmente incluída na Europa.
A Europa termina a oeste no oceano Atlântico, embora a Islândia e o arquipélago dos Açores (no Atlântico Norte, entre Europa e América do Norte) sejam habitualmente considerados territórios europeus, tal como o caso de Svalbard, arquipélago norueguês no oceano Ártico. A Gronelândia é geograficamente parte da América do Norte, embora se associe à Europa e faça parte do reino da Dinamarca.
Chipre é uma ilha no Mediterrâneo mas mais próxima da Ásia Menor que da Europa, associando-se normalmente à Ásia e/ou Médio Oriente, tal como no CIA World Factbook, mas como o país faz parte do Conselho da Europa desde 1961 e da União Europeia desde 2004 seja também normal ser integrado na Europa.
As Ilhas do Norte do Egeu e do Dodecaneso ficam na costa asiática da Turquia (placa continental asiática) mas como politicamente integram a Grécia, são consideradas como europeias.

## África e Ásia
As fronteiras naturais geográficas da África são o mar Mediterrâneo, o mar Vermelho e o golfo de Áden. A linha habitual que divide África e Ásia é o istmo do Suez, o ponto mais estreito entre o Mediterrâneo o o golfo do Suez, rota que hoje é seguida pelo canal do Suez. Tal torna a península do Sinai geograficamente asiática, e o Egito uma nação transcontinental.
Menos de 2% da população egípcia vive no Sinai, e daí o Egito ser considerado genericamente como país africano. Mas no contexto geopolítico, o Egito é tido como parte do Médio Oriente, enquanto o seu vizinho ocidental, a Líbia, é em geral integrado no Magrebe com os restantes países do norte da África.
Historicamente, na geografia greco-romana, o Egito foi sempre considerado parte da Ásia, enquanto a Antiga Líbia era colocada na Marmarica, sendo fronteiros no passo de montanha Catabathmus Magnus.
Países insulares como as Seychelles, Maurícia, e Comores estão no oceano Índico e são normalmente associados a África. A ilha de Socotorá pode ser considerada africana pois fica na placa africana, mas é parte do Iémene, um país asiático.

## África e Europa

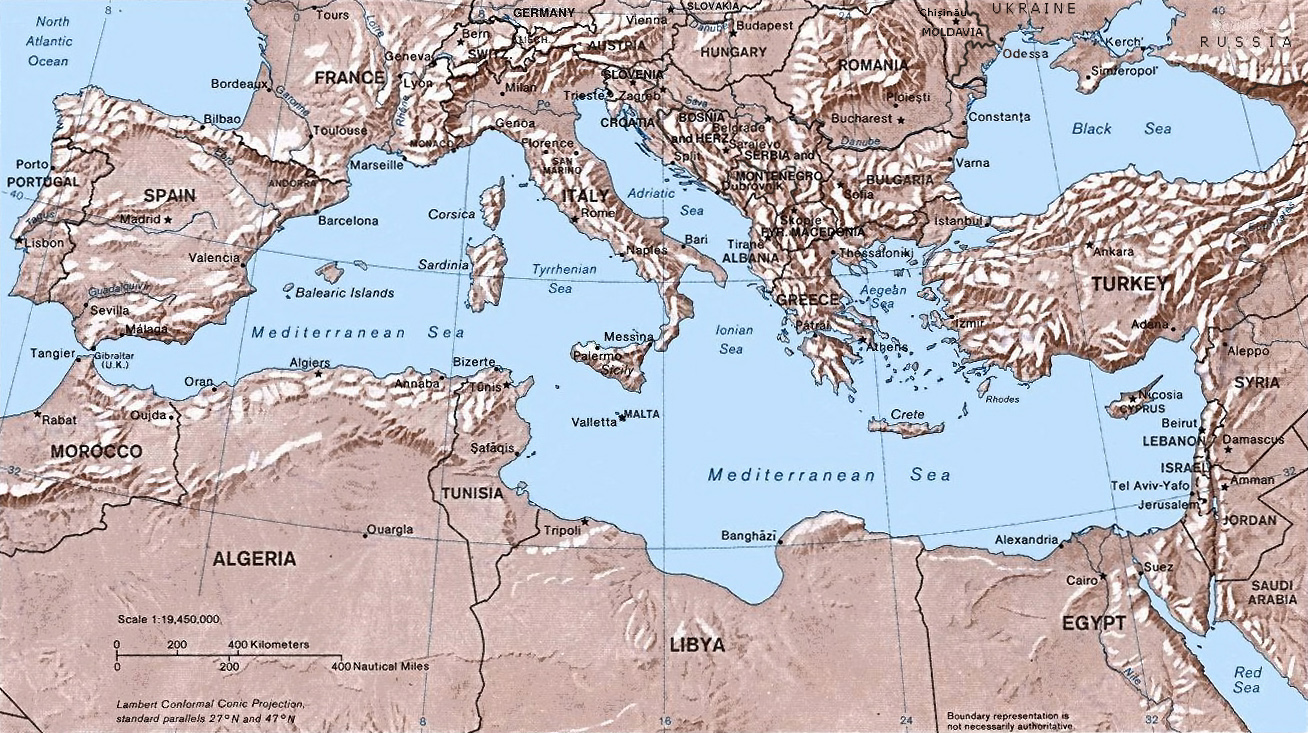
Mar Mediterrâneo

Os continentes europeu e africano não são contínuos, e o limite entre estes passa por estabelecer que ilhas deverão ser associadas a cada continente.
Numa divisão política, a Sicília, as Ilhas Pelágias, territórios italianos, e ainda o arquipélago de Malta são considerados europeus.
As ilhas do arquipélago dos Açores estão também mais próximas de Europa do que dos outros continentes. De forma contrária localizam-se os arquipélagos das ilhas Canárias (espanholas) e o arquipélago da Madeira (português), ambos mais próximos da costa africana que da península Ibérica, mas são normalmente considerados europeus.
Do ponto de vista de inclusão em placas tectónicas, Malta pertence à placa africana, situando-se a 200km da sua fronteira. À mesma placa pertencem os arquipélagos da Madeira e Canárias. Os grupos oriental e central dos Açores estão integrados na placa europeia, enquanto o grupo ocidental está na placa norte-americana.
Há ainda a fronteira Espanha-Marrocos, de 15 km, composta em três trechos.

## Subcontinentes América do Norte e América do Sul
A fronteira entre os subcontinente América do Norte e a América do Sul dá-se no istmo do Panamá.
A mais comum das delimitações segue a divisória de águas das montanhas Darién ao longo da fronteira Colômbia-Panamá Todos os atlas colocam o Panamá ou na América do Norte, ou na América Central. Outra delimitação, mas menos comum, coloca a divisória ao longo do canal do Panamá.

### Ilhas
A maior parte das ilhas das Caraíbas são consideradas parte da América do Norte, mas Aruba, Bonaire, Curaçao e Trinidad e Tobago ficam na plataforma continental da América do Sul. Por outro lado, a venezuelana Ilha das Aves e o arquipélago colombiano de Santo André, Providência e Santa Catarina assenta sobre a plataforma norte-americana.

## América do Norte e Europa
América do Norte e Europa estão separadas pelo Atlântico Norte.
Em termos de associação de ilhas a cada continente, a fronteira é habitualmente colocada entre a Gronelândia e a Islândia. As ilhas norueguesas de Jan Mayen e Svalbard no oceano Ártico são habitualmente associadas à Europa. A Islândia e os Açores são ilhas que sobressaem da Dorsal Meso-Atlântica e são associadas à Europa, mesmo que tenham áreas na plana norte-americana (caso das ilhas das Flores e Corvo (as definições de "continentes" como construções físicas e culturais são anteriores à compreensão e mapeamento da tectónica de placas, pelo que frequentemente a definição de continentes segue aspetos relacionados com a geografia cultural e não do campo da geologia).

## América do Norte e Ásia

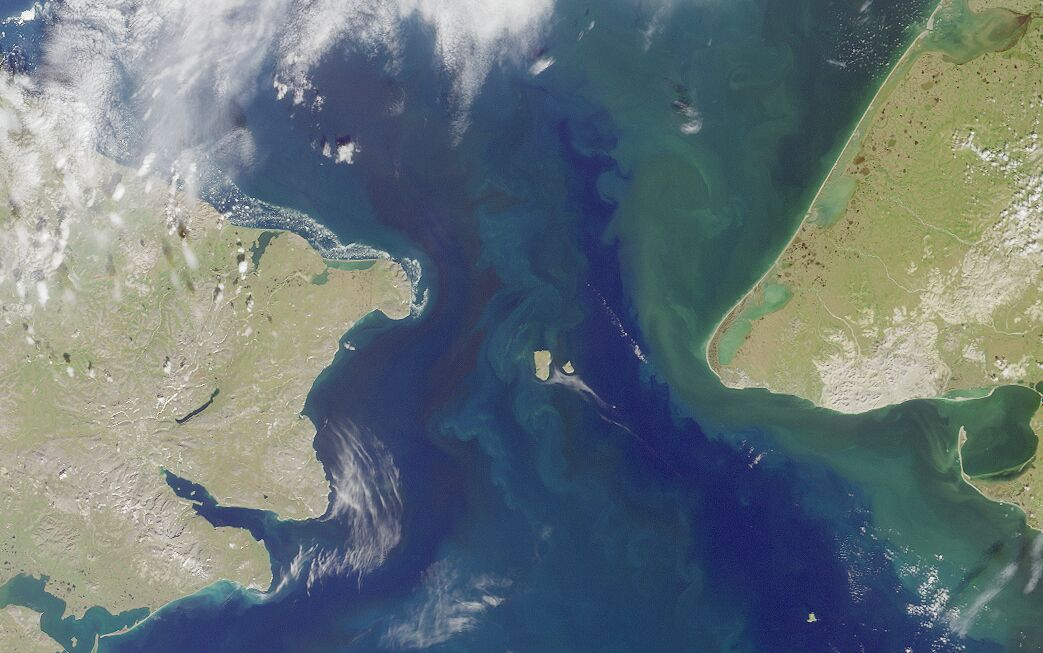
Estreito de Bering e ilhas Diomedes: à esquerda a Ásia, à direita a América do Norte

O estreito de Bering e o mar de Bering separam os continentes asiático e norte-americano, formando a fronteira internacional marítima entre Rússia e Estados Unidos. A fronteira separa as ilhas Diomedes no estreito de Bering, com a Diomedes Maior sendo território russo e a Diomedes Menor território dos Estados Unidos. As ilhas Aleutas são um arco insular que se estende ao longo de centenas de quilómetros a partir da península do Alasca na direção das ilhas Comandante e península de Kamchatka. A maior parte destas ilhas está associada à América do Norte, excluindo as ilhas Near mais ocidentais, que estão na placa continental asiática além da bacia das Aleutas do Norte e, em algumas raras ocorrências, poderão ser associadas à Ásia.
A ilha de São Lourenço no norte do estreito de Bering pertence ao Alasca e pode ser associada a qualquer dos continentes, mas é habitualmente colocada na América do Norte, tal como as ilhas Rat no arco insular aleúte.

## Américas e Oceania
As ilhas Galápagos e a ilha Malpelo no Pacífico oriental são territórios do Equador e da Colômbia, respectivamente, associados à América do Sul. A desabitada possessão francesa da ilha Clipperton, a 970 km da costa mexicana, está associada à América do Norte.
A ilha da Páscoa, território do Chile, é tida como integrando a Oceania, embora politicamente se associe à América do Sul.
Os Estados Unidos controlam numerosos territórios na Oceania, incluindo o estado do Havai, politicamente associados à América do Norte.

## Ásia e Oceania

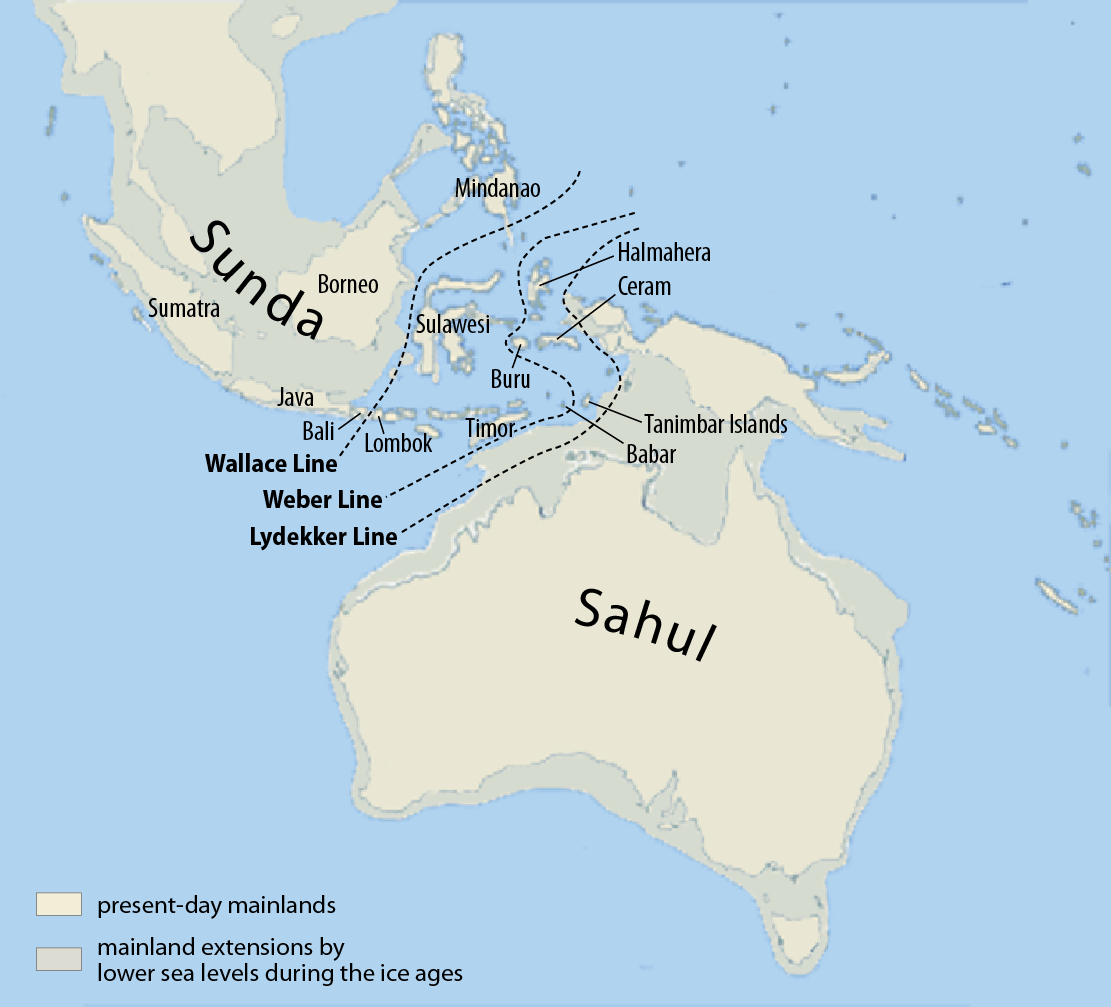
Linhas de Wallace, Lydekker e Weber - as principais da Melanésia - potenciais fronteiras entre Ásia e Oceania

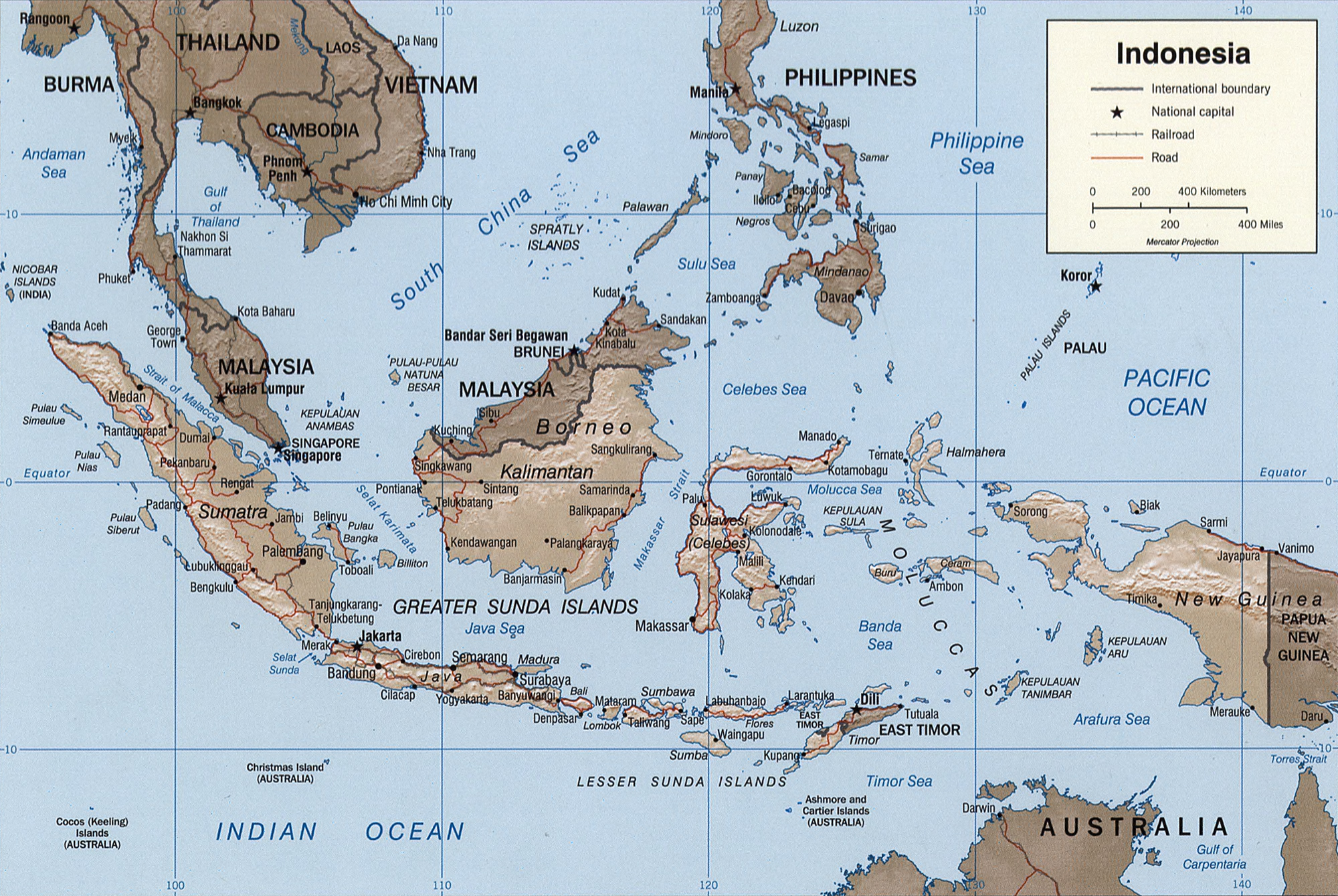
Mapa político da Indonésia, no arquipélago malaio

Existe controvérsia na definição de um limite entre Ásia e Oceania, pois podem ter-se em contas vários critérios para limites do tipo geográfico, geológico, cultural e político. A linha de Wallace define o limite biogeográfico entre os continente, enquanto a linha de Weber o limite geológico e a linha de Lydekker o limite cultural. Esta variedade de limites concorda com a inclusão na Oceania de grande parte do território situado dentro da placa tectónica australiana que, além da Austrália, inclui a ilha da Tasmânia. Os arquipélagos da Micronésia, Melanésia e Polinésia são sempre incluídos na Oceania.
Baseando-se em critérios geográficos, há referências que incluem a Insulíndia (Indonésia, Filipinas, Brunei, Timor-Leste, Sabah e Sarawak) como parte de Oceania. Porém, a Indonésia é hoje mais frequentemente considerada como um país do Sudeste Asiático, logo incluída na Ásia. Todavia, o arquipélago malaio é por vezes dividido entre a Ásia e a Australásia, normalmente ao longo da linha melanésia (antropológica) ou da linha de Weber. A Indonésia controla a metade ocidental da ilha da Nova Guiné, geograficamente parte da Australásia. A metade oriental da ilha é território da Papua-Nova Guiné. Timor-Leste, estado independente na ilha de Timor, é geograficamente parte da Ásia, e está classificado pelas Nações Unidas como parte do bloco da "Ásia Sul-Oriental". Por vezes todo o arquipélago malaio é incluído na Oceania, embora tal seja muito raro, pois a maior parte do arquipélago esteja na placa continental asiática.
A Commonwealth da Austrália inclui ilhas mais próximas da Indonésia do que da Austrália.
Há ainda geógrafos e, em especial, biogeógrafos, que consideram o limite entre Ásia e Oceania pela linha de Wallace, incluindo desta forma na Oceania as ilhas Celebes, Sumba, Flores, Timor, as Ilhas Molucas e ilhas da Sonda. Esta linha foi definida a partir de observações fitogeográficas.
Para os geólogos a fronteira entre Oceania e Ásia é o limite entre a placa asiática e a australiana. Desta forma o território do leste da Indonésia situado dentro da placa australiana e constituído pela Nova Guiné Ocidental e pelas ilhas Halmahera, Raja Ampat, Obi, Seram, Buru, Aru e outras menores, geologicamente parte da Oceania.
A fronteira cultural da Oceania é semelhante à política, mas inclui a totalidade da ilha da Nova Guiné. Assim a fronteira cultural coincide com a linha de Lydekker. A fronteira cultural entre Ásia e Oceania é a mais usada hoje em dia.

## Antártida
A Antártida ou Antártica e as suas ilhas exteriores não têm população permanente. Todas as terras a sul do paralelo 60 S estão abrangidas pelo Tratado da Antártida.
As Ilhas Geórgia do Sul e Sandwich do Sul estão mais próximas da Antártida do que de qualquer outro continente. Porém, são politicamente associadas às Ilhas Malvinas (Falkland), habitadas, que estão por sua vez mais próximas da América do Sul.
As ilhas do Príncipe Eduardo estão localizadas entre África e Antártida, e são território da África do Sul. A ilha Macquarie da Austrália e as ilhas Antípodas, ilhas Auckland, e ilhas Campbell da Nova Zelândia estão todas localizadas entre a Oceania e a Antártida.
As ilhas Heard e McDonald e as ilhas Kerguelen (França) ficam no planalto de Kerguelen, na placa continental da Antártida. As ilhas Crozet, ilha Amesterdã, São Paulo (todas da França) e a ilha Bouvet (da Noruega), também ficam nesta placa continental, e não são normalmente associadas a outros continentes.